# 聖飢魔IIの悪魔用語一覧
聖飢魔IIの悪魔用語一覧（せいきまつのあくまようごいちらん）は、聖飢魔IIが独自に使用する語である悪魔用語とそれに対応する一般用語の一覧である。聖飢魔IIの姉妹バンドであるDamian Hamada's Creaturesにおいても使用されるが、一部が異なる。

## 所属に関する用語
悪魔教会
契約レコード会社のこと。市ヶ谷悪魔教会（ソニー・ミュージックエンタテインメント）と渋谷悪魔教会（BMG JAPAN）が存在する。
悪魔寺
契約プロダクションのこと。 元契約プロダクションであるミュージックチェイスは、代々木悪魔寺、あるいは引越に伴い新宿悪魔寺、新田裏（しんでんうら）悪魔寺とも呼ばれていた。

## 活動に関する用語
悪魔教
偽善を滅ぼす、常識を破る、自主性を持つ、などを教義とする教え。いわゆる、「大魔王サタンの教えを基にする宗教」のこと。聖飢魔IIが布教する悪魔の教えであり、俗に言うサタニズムとは似て非なるものである。教皇サタン４４世。
御魔の手直触（じきしょく）の儀
握手会のようなもの。握手会とは限らない。後述の「信者の集ひ」にて執り行われる。
偽善活動
悪魔教の布教手段として、献血など善い行いを通じて浸透させていくこと。
教典
制作物一般を指す。大教典はアルバム、小教典はシングルを指す。他にも最大小教典（マキシシングル）、活動絵巻教典（ビデオ・LD・DVDなどの映像作品）、配信小教典（携帯電話やPCを使った配信データ）、読物教典（書籍）、絵巻教典（写真集）が存在する。歴代小教典大全（シングル曲とカップリング曲のベスト盤）、極悪集大成盤（ベストアルバム）、実況録音盤（ライブアルバム）という表現もある。
これら教典をリリースすることを、発布と呼ぶ。
各教典の詳細は聖飢魔IIの教典一覧を参照。
なお、Damian Hamada's Creaturesの制作物は聖典と呼ばれる。
黒ミサ
コンサートのようなもの。音楽鑑賞だけでなく説法などを通じて洗礼を受け続けるための儀式とされる。ホールで催される黒ミサは「大黒ミサ」と呼ばれる。ただし武道館コンサートなどは「武道館ミサ」で、「黒」が付かない。また黒ミサに来場する行為は「参拝」と呼ばれ、入場券は「参拝券」とされる。変異黒ミサでの入場券は「悪チン接種券」と呼ばれた。
また、参拝者とは別に、一緒にミサを聞く者を「仲魔（これもファンのようなもの）」と呼ぶこともある。
構成員
聖飢魔IIのメンバーのこと。 構成員が生まれた日は、発生日とされている。貢ぎ物と言えば、構成員への贈り物を指す。
信者
悪魔教を信仰し聖飢魔IIを崇拝する者。いわゆるファンのこと。平たく言えば、聖飢魔IIのファンネーム（ファンたちの愛称）。
ゼウスの妨害
聖飢魔II＝悪魔教の活動を妨害するために全知全能の神ゼウス（聖飢魔II、ならびに悪魔教にとっては宿敵である邪神）によって引き起こされる様々なアクシデントのこと。
黒ミサ中度々起こる、デーモン閣下が歌詞を間違える現象も、ゼウスの妨害によるものであるとされる。
コロナ禍は「ゼウスの史上最大レベルの妨害」とされている。
悪チン
ゼウスへの抗体。ワクチンのこと。
戦闘服
構成員が身に纏っている衣装（特にステージ衣装）のこと。黒ミサに参加する信者の中には、構成員に倣って自作した戦闘服を着用する者もいる。
天地逆転唱法

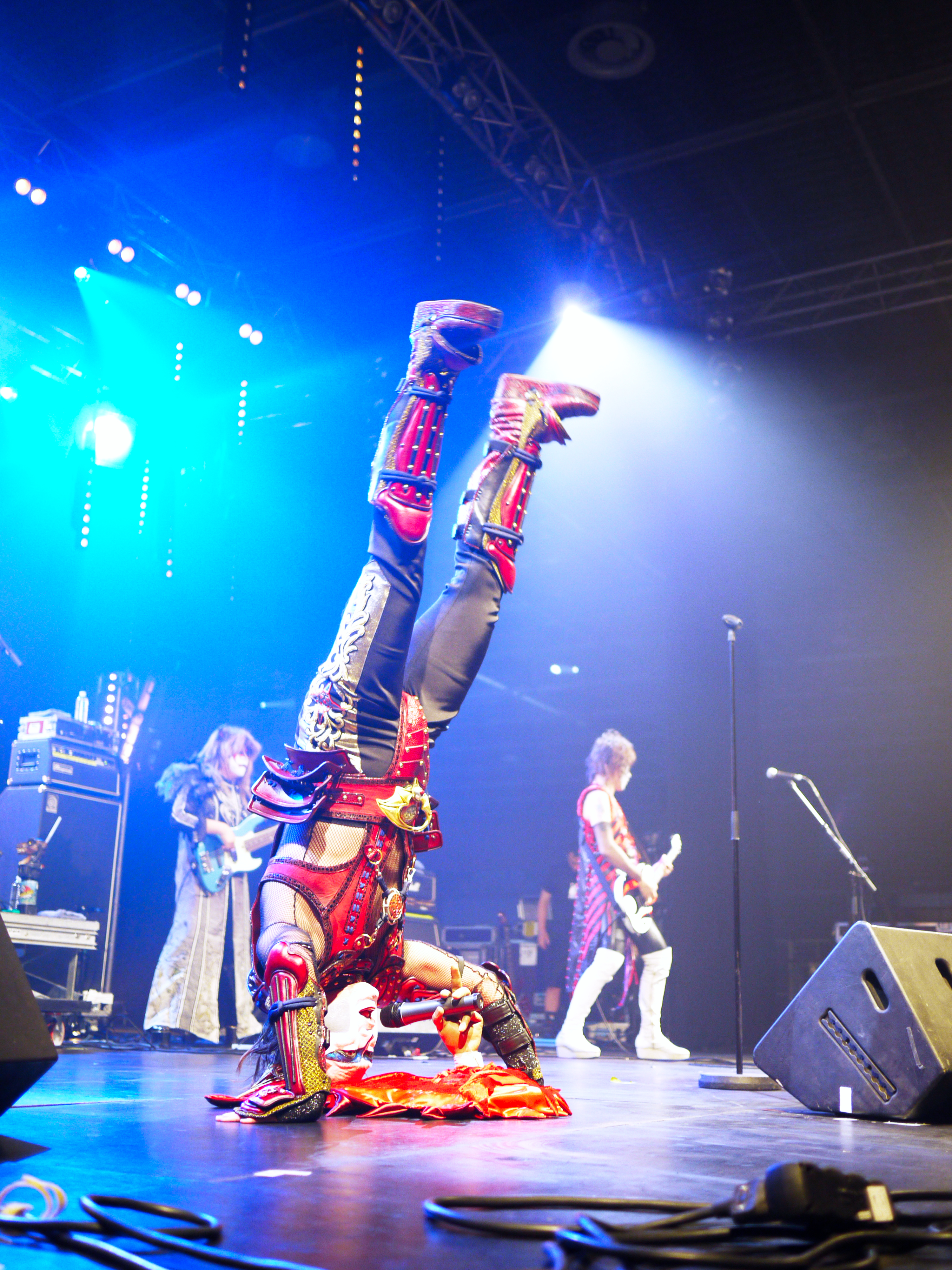
天地逆転唱法 （Japan Expo 2010年7月4日）

「悪魔組曲作品666番ニ短調・第四楽章：DEAD SYMPHONY」にて、デーモン閣下が三点倒立を行い、足を手拍子のようにバタバタとさせながら歌う方法。
非神三原則（ひかみさんげんそく）
以下の悪魔教における三原則のこと。
1. 神を信じない
2. 神を信じさせない
3. 神を持ち込まない

魔暦
地球征服を完了した年（西暦1999年）を紀元とする暦。魔暦を参照。
世を忍ぶ仮の姿
人間のように見える姿。 悪魔も普段は人間の様相で社会に溶け込み生活している。
一度この状態になると、元の悪魔の姿に変身するのに2時間程かかってしまう。　略して「世仮（よかり）」「世忍（よしのぶ）」とも。
人間社会での家族を「世を忍ぶ仮の◯◯」と言い、デーモン閣下は「世を忍ぶ仮の母親は客席で写真を撮りまくっている」、ルーク参謀は「世を忍ぶ仮の姉貴がギターを弾いてて」と度々話題に上がっている。ライデン殿下は雷電湯澤としての姿を「ライデン湯沢が世を忍ぶ仮の姿で活動してるだけです」と発言している。
個悪魔活動
構成員のソロ活動のこと。 1999年発売のベストコンピレーションアルバムは「個悪魔活動大選抜」。

## その他
- 悪魔事異動 → メンバー交代
- 閻魔札 → トレーディングカード
- 御尊影撮影 → 写真撮影
- 花押 → サイン
- 悪魔物品 → グッズ
- お布施 → ギャランティー
- 御破り → お守り
- 悪魔して（悪増して）おめでとう → 明けましておめでとう
- 誤月 → 正月
- 侍従 → マネージャー
- 武器 → 楽器
- 魔通力 → 神通力
- 改造手術 → デーモン閣下の骨折
- 世を忍ぶ仮の故郷 → 広島県
- 魔人倶楽部 → 聖飢魔IIのファンクラブ。再結成のたびにファンクラブも再結成するため数字が増え、2015年現在の正式名称は「秘密結社 魔人倶楽部 III」。1992年までは「悪魔組」。
- 信者の集ひ → 魔人倶楽部限定のトーク＆ライブなどで「信者の集い」とも表記する。